# Kim Basinger
Kimila Ann Basinger, detta Kim (Athens, 8 dicembre 1953), è un'attrice ed ex modella statunitense.
Attrice sex symbol degli anni ottanta, esordisce nel 1978 con il film TV Il fantasma del volo 401, seguendo partecipazioni a film in ruoli secondari. Nel 1983 recita a fianco di Robert Redford e Glenn Close ne Il migliore di Barry Levinson, pellicola che la porta alla candidatura ai Golden Globe come "migliore attrice non protagonista" e in Follia d'amore di Robert Altman.
Il successo arriva coi ruoli di Elizabeth McGraw nel film cult 9 settimane e ½ di Adrian Lyne e di Vicki Vale in Batman di Tim Burton. Ha ottenuto il culmine del successo grazie al ruolo di Lynn Bracken in L.A. Confidential, pellicola grazie a cui vince ai Premi Oscar 1998 la statuetta come miglior attrice non protagonista, un Golden Globe e uno Screen Actors Guild nella medesima categoria, venendo nominata ai BAFTA come miglior attrice protagonista.

## Biografia

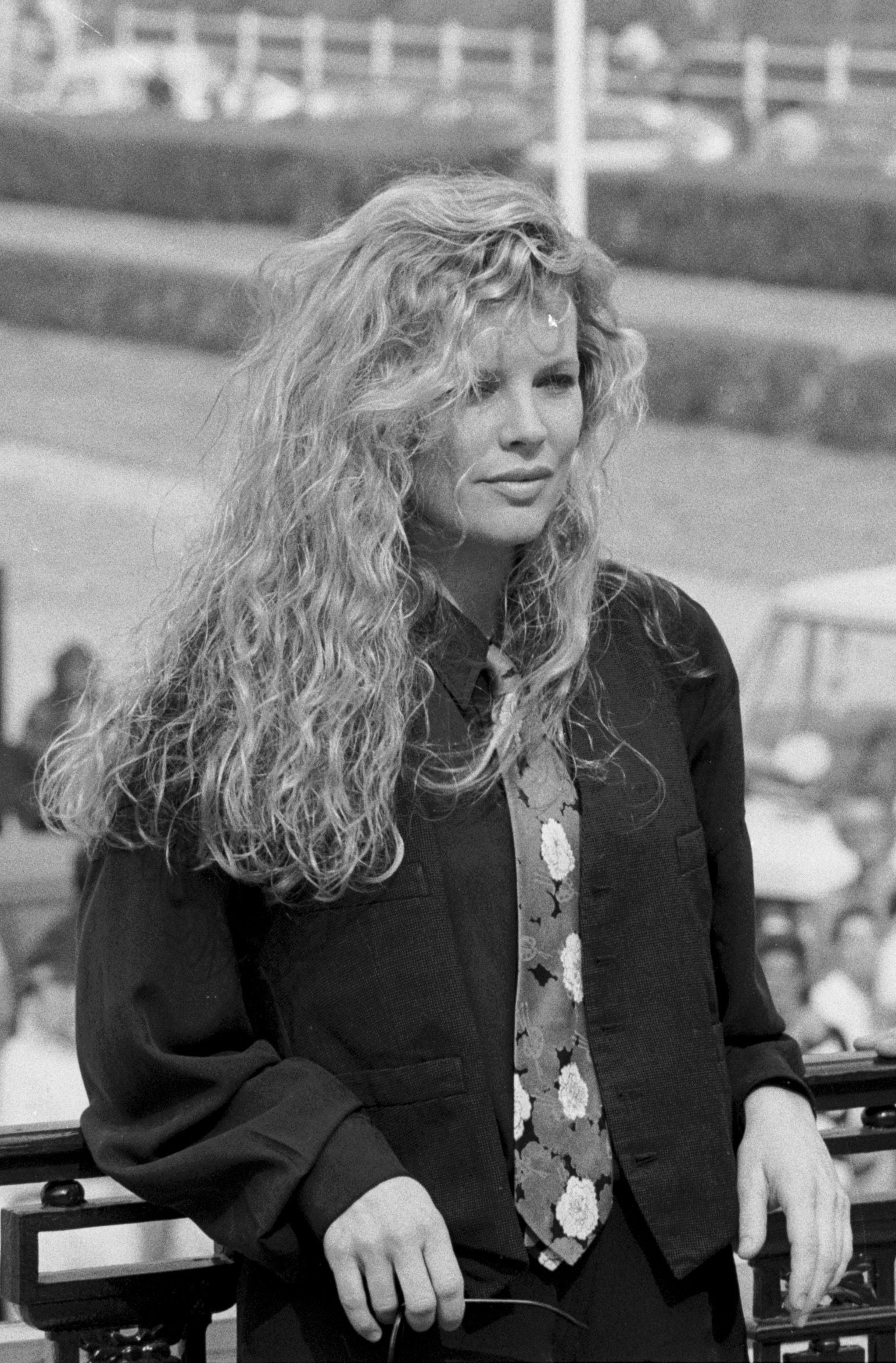
Kim Basinger al Festival del cinema americano di Deauville 1989

Terza di cinque fratelli, Kim Basinger è nata in una famiglia di artisti (il padre Donald Wade Basinger era musicista e sua madre Ann Cordell era una modella), ed è di origini inglesi, scozzesi, irlandesi, svedesi e tedesche; frequentò l'accademia di arte drammatica, ma nel 1980 si trasferì a New York, dove intraprese con successo la professione di modella.
Debuttò nella recitazione nel 1976 in alcune serie televisive di successo, seppure in piccoli ruoli, come Gemini Man, Charlie's Angels, McMillan e signora e L'uomo da sei milioni di dollari. Recitò per la prima volta da protagonista nel film televisivo Il fantasma del volo 401 proseguendo con Katie: la ragazza del paginone e Chi ha ucciso Joy Morgan sempre per la televisione. Debuttò al cinema da protagonista nel 1981 nel film Paese selvaggio che la vide recitare a fianco di un'altra futura stella di Hollywood al suo debutto, Daryl Hannah.
Nel 1983 divenne famosa per aver posato nuda su Playboy e nello stesso anno ebbe il suo primo ruolo importante in un film, recitando in Mai dire mai. Fu molto apprezzata dal regista Blake Edwards che la volle con sé in due sue pellicole, I miei problemi con le donne (1983) e successivamente come protagonista in Appuntamento al buio (1987). Nel 1984 per la direzione di Barry Levinson aveva interpretato ne Il migliore un ruolo che le valse la nomination ai Golden Globe come miglior attrice non protagonista.
Insieme a Mickey Rourke acquistò fama mondiale con 9 settimane e ½ (1986), diretto da Adrian Lyne: grazie alle scene del film, caratterizzate da un erotismo appena accennato, la Basinger divenne una delle sex symbol per eccellenza degli anni ottanta. Le fu proposto di partecipare anche al sequel, ovvero 9 settimane e ½ - La conclusione (1997), ma rifiutò adducendo motivi personali.
Negli anni ottanta consolida il suo successo diventando una delle attrici più famose del periodo grazie a commedie quali Nadine - Un amore a prova di proiettile, Ho sposato un'aliena, Batman e Fuga dal mondo dei sogni.
Dopo una serie di film dagli esiti commerciali altalenanti, raggiunse l'approvazione della critica con il noir L.A. Confidential (1997) di Curtis Hanson, dove interpretava una squillo di lusso modellata sulle fattezze della diva degli anni quaranta Veronica Lake: dopo l'ottima interpretazione vinse l'Oscar alla miglior attrice non protagonista, il Golden Globe per la migliore attrice non protagonista e lo Screen Actors Guild Award per la migliore attrice non protagonista cinematografica.
Nel 2002 ha recitato accanto a Eminem nel film 8 Mile nel ruolo di sua madre, di nuovo con Curtis Hanson alla regia. Grazie al buon successo di questa pellicola, ricevette negli anni successivi molte proposte; nel 2004 fu protagonista di ben tre film: il drammatico The Door in the Floor - tratto dal romanzo Vedova per un anno di John Irving - (in cui interpreta Marion Cole, una donna cinquantenne che inizia una relazione con un ragazzo appena maggiorenne), il thriller Cellular e la commedia romantica Se ti investo mi sposi?. Nel 2017 ha fatto parte del cast della pellicola Cinquanta sfumature di nero, accanto a Jamie Dornan e Dakota Johnson, dove ha ricoperto il ruolo di Elena Lincoln.

## Vita privata
Dopo aver avuto una relazione con il fotografo Dale Robinette, ha sposato nel 1980 il truccatore Ron Snyder, conosciuto sul set di Paese selvaggio (1981); i due hanno divorziato nel 1989.
Sul set di Bella, bionda... e dice sempre sì, ha conosciuto l'attore Alec Baldwin, con cui è stata sposata dal 1993 al 2002. Terminato il matrimonio con una separazione, la coppia fu al centro di una battaglia legale, legata all'affidamento della loro figlia Ireland Eliesse Baldwin (1995).
Dal 2014 è fidanzata con l'acconciatore Mitch Stone.

## Difficoltà finanziarie

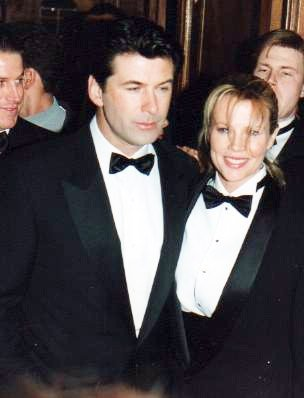
Kim Basinger e l'ex marito Alec Baldwin ai Premi César 1994

Alcuni membri della famiglia raccomandarono nel 1989 alla Basinger di acquistare l'intero piccolo villaggio di Braselton, in Georgia, per 20 milioni di dollari, da rilanciare come attrazione turistica, come sede di studi cinematografici e di un festival cinematografico. Tale investimento si rivelò invece problematico, causandole difficoltà finanziarie e infine costringendola a vendere parti della proprietà. Attualmente Braselton, dove la Basinger risiede, è una città in rapida crescita ed è un noto centro residenziale con una importante comunità di sport motoristici.
Le difficoltà finanziarie dell'attrice si sono accentuate per via del controverso film Boxing Helena. Infatti, dopo il rifiuto della cantante Madonna, la Main Line (casa di produzione del film) propose alla Basinger il ruolo dell'amputata Helena. L'artista accettò verbalmente di interpretare il ruolo ma in seguito, dopo una più attenta lettura del copione, declinò l'offerta, convinta che la pellicola proponesse agli spettatori troppe scene di sesso e violenza. La Main Line decise di portare l'attrice in tribunale, ottenendo in primo grado un'ingiunzione di pagamento di 8 milioni di dollari più 3 di spese legali; non essendo in grado di pagare queste somme, Basinger dichiarò bancarotta e fece ricorso.
Il secondo grado di giudizio le diede ragione; intanto Kim Basinger e la Main Line erano giunti a un accordo extragiudiziale che riduceva il risarcimento a 3,8 milioni di dollari. Subito dopo la vicenda, in un'intervista, l'artista dichiarò: «Sono estremamente compiaciuta della decisione della Corte, continuo a sostenere che non c'era alcun contratto, verbale o altro, contrariamente alle affermazioni della Main Line, e io ho semplicemente pensato che un contratto verbale non fosse legalmente vincolante.»

## Attivismo
La Basinger è vegetariana e sostenitrice dei diritti degli animali: ha posato per la PETA per una campagna anti-pellicce e ha inoltre scritto a stilisti come Yohji Yamamoto per chiedere loro che s'interrompesse l'uso della pelliccia nella moda.

## Filmografia

### Cinema
- Paese selvaggio (Hard Country), regia di David Greene (1981)
- I predatori della vena d'oro (Mother Lode), regia di Charlton Heston (1982)
- Mai dire mai (Never Say Never Again), regia di Irvin Kershner (1983)
- I miei problemi con le donne (The Man Who Loved Women), regia di Blake Edwards (1983)
- Il migliore (The Natural), regia di Barry Levinson (1984)
- Follia d'amore (Fool for Love), regia di Robert Altman (1985)
- 9 settimane e ½ (Nine 1/2 Weeks), regia di Adrian Lyne (1986)
- Nessuna pietà (No Mercy), regia di Richard Pearce (1986)
- Appuntamento al buio (Blind Date), regia di Blake Edwards (1987)
- Nadine - Un amore a prova di proiettile (Nadine), regia di Robert Benton (1987)
- Ho sposato un'aliena (My Stepmother Is an Alien), regia di Richard Benjamin (1988)
- Batman, regia di Tim Burton (1989)
- Bella, bionda... e dice sempre sì (The Marrying Man), regia di Jerry Rees (1991)
- Analisi finale (Final Analysis), regia di Phil Joanou (1992)
- Fuga dal mondo dei sogni (Cool World), regia di Ralph Bakshi (1992)
- Una bionda tutta d'oro (The Real McCoy), regia di Russell Mulcahy (1993)
- Fusi di testa 2 - Waynestock (Wayne's World 2), regia di Stephen Surijk (1993) – cameo
- Getaway (The Getaway), regia di Roger Donaldson (1994)
- Prêt-à-Porter, regia di Robert Altman (1994)
- L.A. Confidential, regia di Curtis Hanson (1997)
- Sognando l'Africa (I Dreamed of Africa), regia di Hugh Hudson (2000)
- La mossa del diavolo (Bless the Child), regia di Chuck Russell (2000)
- 8 Mile, regia di Curtis Hanson (2002)
- People I Know, regia di Dan Algrant (2002)
- The Door in the Floor, regia di Tod Williams (2004)
- Se ti investo mi sposi? (Elvis Has Left the Building), regia di Joel Zwick (2004)
- Cellular, regia di David R. Ellis (2004)
- Even Money, regia di Mark Rydell (2006)
- The Sentinel - Il traditore al tuo fianco (The Sentinel), regia di Clark Johnson (2006)
- The Burning Plain - Il confine della solitudine (The Burning Plain), regia di Guillermo Arriaga (2008)
- Legittima offesa - While She Was Out (While She Was Out), regia di Susan Montford (2008)
- The Informers - Vite oltre il limite (The Informers), regia di Gregor Jordan (2008)
- Segui il tuo cuore (Charlie St. Cloud), regia di Burr Steers (2010)
- Black November: lotta per il delta del Niger, regia di Jeta Amata (2012)
- Third Person, regia di Paul Haggis (2013)
- Il grande match (Grudge Match), regia di Peter Segal (2013)
- In corsa per la vita (One Square Mile/4 minute mile), regia di Charles-Olivier Michaud (2014)
- L'undicesima ora (I Am Here), regia di Anders Morgenthaler (2014)
- The Nice Guys, regia di Shane Black (2016)
- Cinquanta sfumature di nero (Fifty Shades Darker), regia di James Foley (2017)
- Cinquanta sfumature di rosso (Fifty Shades Freed), regia di James Foley (2018)

### Televisione
- Gemini Man – serie TV, episodio Night Train to Dallas (1976)
- Charlie's Angels – serie TV, episodio 1x04 (1976)
- McMillan e signora (McMillan & Wife) – serie TV, episodio 6x02 (1977)
- L'uomo da sei milioni di dollari (The Six Million Dollar Man) – serie TV, episodio 4x11 (1977)
- Dog and Cat – film TV pilot (1977)
- Dog and Cat – serie TV, 6 episodi (1977)
- Il fantasma del volo 401 (The Ghost of Flight 401) – film TV (1978)
- Katie: la ragazza del paginone (Katie: Portrait of a Centerfold) – film TV (1978)
- Vega$ – serie TV, episodio 1x06 (1978)
- Da qui all'eternità (From Here to Eternity), regia di Buzz Kulik – miniserie TV (1979)
- From Here to Eternity – serie TV, 13 episodi (1980)
- Chi ha ucciso Joy Morgan (Killjoy) – film TV (1981)
- La leggenda della sirena (The Mermaid Chair), regia di Steven Schachter – film TV (2006)

### Doppiatrice
- Crime Boss: Rockay City - videogioco (2023)

## Riconoscimenti
- Premio Oscar
  - 1998 – Miglior attrice non protagonista per L.A. Confidential
- Golden Globe
  - 1985 – Candidatura alla miglior attrice non protagonista per Il migliore
  - 1998 – Miglior attrice non protagonista per L.A. Confidential
- BAFTA
  - 1998 – Candidatura alla miglior attrice protagonista per L.A. Confidential
- Screen Actors Guild Award
  - 1998 – Miglior attrice non protagonista per L.A. Confidential
  - 1998 – Candidatura al miglior cast per L.A. Confidential
- Dallas-Fort Worth Film Critics Association Award
  - 1998 – Miglior attrice non protagonista per L.A. Confidential
- Jupiter Award
  - 1987 – Candidatura alla miglior attrice internazionale per 9 settimane e ½
  - 1988 – Miglior attrice internazionale per Appuntamento al buio, Nadine - Un amore a prova di proiettile, Nessuna pietà
  - 1990 – Candidatura alla miglior attrice internazionale per Batman
- MTV Movie Award
  - 1992 – Candidatura all’attrice più attraente per Analisi finale
  - 1993 – Candidatura all’attrice più attraente per Fuga dal mondo dei sogni
  - 1994 – Candidatura all’attrice più attraente per Getaway
  - 1994 – Candidatura al miglior bacio (condiviso con Dana Carvey) per Fusi di testa 2 - Waynestock
- National Board of Review
  - 1994 – Miglior cast per Prêt-à-Porter
- Razzie Award
  - 1987 – Candidatura alla peggior attrice per 9 settimane e ½
  - 1992 – Candidatura alla peggior attrice per Bella, bionda... e dice sempre sì
  - 1993 – Candidatura alla peggior attrice per Fuga dal mondo dei sogni e Analisi finale
  - 1994 – Candidatura alla peggior attrice per Getaway
  - 2001 – Candidatura alla peggior attrice per La mossa del diavolo e Sognando l'Africa
  - 2018 – Peggior attrice non protagonista per Cinquanta sfumature di nero
- Southeastern Film Critics Association Awards
  - 1998 – Miglior attrice non protagonista per L.A. Confidential
- Walk of Fame
  - 1992 – Motion Picture, al 7021 di Hollywood Boulevard

## Doppiatrici italiane
Nelle versioni in italiano dei suoi film, Kim Basinger è stata doppiata da:
- Micaela Esdra in Mai dire mai, Il migliore, Nessuna pietà, Nadine - Un amore a prova di proiettile, Ho sposato un'aliena, L.A. Confidential, Sognando l'Africa, La mossa del diavolo, The Burning Plain - Il confine della solitudine, Third Person, Il grande match
- Emanuela Rossi in Charlie's Angels, Appuntamento al buio, People I Know, The Door in the Floor, Se ti investo mi sposi?, Cellular, Cinquanta sfumature di nero, Cinquanta sfumature di rosso
- Simona Izzo in 9 settimane e ½, Bella, bionda... e dice sempre sì, Analisi finale, Fuga dal mondo dei sogni, Una bionda tutta d'oro, 8 Mile, Segui il tuo cuore
- Roberta Greganti in Follia d'amore, Prêt-à-Porter, Even Money
- Daniela Caroli in Paese selvaggio
- Renata Biserni ne I predatori della vena d'oro
- Serena Verdirosi ne I miei problemi con le donne
- Paila Pavese in Batman
- Rossella Izzo in Getaway
- Patrizia Scianca ne La leggenda della sirena
- Cristiana Lionello in The Sentinel - Il traditore al tuo fianco
- Alessandra Korompay in Legittima offesa - While She Was Out
- Tiziana Avarista in The Informers - Vite oltre il limite
- Roberta Pellini in The Nice Guys

Da doppiatrice è sostituita da:
- Micaela Esdra ne I Simpson